# Alvare X du Kongo
Alvare X du Kongo Agua Rosada (mort en décembre 1695) (en kikongo Nimi a Mvemba Agua Rosada et en portugais D. Álvaro X), roi à Kibangu de 1690 à 1695, prétendant au titre de manikongo du royaume du Kongo.

## Origine
Nimi a Mvemba Alvare Alphonse Agua Rosada est le second fils de Sébastien Ier qui le premier s'était proclamé roi à Kibangu en 1666 et le frère cadet de Garcia III du Kongo. Sa mère était issue du Kanda Kimpanzu d'où le nouveau nom de Kanda « Água Rosada e Serdonia » porter par leur famille considérée comme un nouveau Kanda.

## Règne
Alvare Alphonse fut proclamé roi à Kibangu, en 1690, après avoir avec son frère Pedro remporté une victoire, sur son prédécesseur le roi Manuel Ier Alphonse, qui s'enfuit au Soyo. Une autre victoire contre un autre prétendant Joâo II de Lemba, lui vaut un surcroit de considération de la part l'église catholique.
En 1693 D. Alexis, alors duc de Mbamba, et de D. Pedro Constantino, marquis de Wembo, tous deux anciens fidèles de Manuel Ier, se déclarent ses partisans. Ils lui proposèrent de tuer le roi Manuel Ier Alphonse qui après avoir été proclamé roi à São Salvador avec l'appui du comte de Soyo en 1690 cherchait à s'emparer du Nkondo au détriment de la reine veuve Dona Ana Afonso de Leão à condition qu'il se débarrasse de cette dernière.
Le roi Manuel Ier est tué le 23 septembre 1693 par les conspirateurs mais Alvare X n'attaqua pas la reine Dona Ana. Alvare X ,tente d'organiser l'établissement d'une mission à Kibangu mais meurt à la fin de l'année 1695. Sa succession est assurée par son frère cadet Pierre IV du Kongo.

## Sources
- (pt) Fernando Campos « O rei D. Pedro IV Ne Nsamu a Mbemba. A unidade do Congo », dans Africa. Revista do centro de Estudos Africanos, USP S. Paulo 18-19 (1) 1995/1996 p. 159-199 & USP S. Paulo 20-21 1997/1998 p. 305-375.
- (en) John K.. Thornton, The Kongolese Saint Anthony: Dona Beatriz Kimpa Vita and the Antonian Movement, 1684–1706, Cambridge University Press, Cambridge, 1998 p. 20,23-26, 36-38, 69-70.